# Makhosini Dlamini
Makhosini Jaheso Dlamini (Suazilandia Británica; 1914 - Mbabane, Suazilandia; 1978) fue primer ministro de Suazilandia entre el 16 de mayo de 1967 y el 31 de marzo de 1976. Fue el primero en ocupar este cargo tras la independencia lograda por Suazilandia en 1968.

## Biografía
Políticamente pertenecía al monárquico Movimiento Nacional Imbokodvo (INM) del que era su líder, y fue, de hecho, el único primer ministro de Suazilandia en pertenecer a algún partido, ya que en 1973 fueron prohibidos y abolida la Constitución.
Con el INM ganó las primeras elecciones de Suazilandia en 1967 obteniendo todos los escaños del Congreso y en las siguientes, en 1972, perdió tres escaños frente al Congreso de Liberación Nacional Ngwane.

## Distinciones honoríficas
- Medalla Conmemorativa del 2500 Aniversario del Imperio de Irán (Imperio de Irán, 14/10/1971).[1]